# Accordi di pace di Roma
L'accordo generale di pace di Roma è il trattato di pace negoziato tra il governo del Mozambico e i ribelli della Resistenza Nazionale Mozambicana, il 4 ottobre 1992, nella capitale italiana.

## Dalla guerra civile alla democrazia
Dopo l'indipendenza nel 1975, il Mozambico, sotto la presidenza di Samora Machel, leader del movimento socialista Fronte di Liberazione del Mozambico (FRELIMO), si allineò politicamente all'Unione Sovietica, dando luogo a un'economia socialista e diventando un punto di riferimento per i movimenti indipendentisti e anti-apartheid dei vicini Sudafrica e Rhodesia.
Questi paesi, con l'apporto anche degli Stati Uniti, finanziarono la costituzione in Mozambico di un esercito di liberazione anti-comunista detto RENAMO. Nei primi anni ottanta, la RENAMO iniziò una serie di attacchi contro le strutture del paese (inclusi ferrovie, scuole e ospedali), trascinando il Mozambico nella guerra civile.
Nel 1984, il Mozambico firmò col leader nazionalista sudafricano P. W. Botha l'accordo di Nkomati, che prevedeva la cessazione delle ostilità in cambio dell'espulsione dal Mozambico dei membri in esilio del movimento anti-apartheid sudafricano African National Congress (ANC).
Il Mozambico tenne fede all'accordo, ma il Sudafrica continuò a finanziare i ribelli. Nel 1986, Samora Machel, morì in territorio sudafricano in un incidente aereo di cui molti attribuirono la responsabilità ai servizi segreti sudafricani. A Machel succedette Joaquim Chissano.
Nel 1990, il regime sudafricano dell'apartheid stava crollando, e aveva anche perso l'appoggio degli Stati Uniti. In questo mutato contesto, FRELIMO e RENAMO iniziarono a negoziare. A novembre venne concordata una nuova costituzione, che decretava la nascita in Mozambico di una democrazia multipartitica.
Oltre alla guerra civile il paese era pieno di bande criminali, che si resero responsabili, fra l'altro, anche dell'omicidio del missionario comboniano Alfredo Fiorini nel 1991.

## Gli accordi di pace
Gli accordi di pace si raggiunsero con la lunga opera di mediazione, durata 27 mesi con 11 sessioni di lavoro, iniziata e condotta a termine, con l'appoggio delle Nazioni Unite, dal Sottosegretario agli Affari Esteri Mario Raffaelli, dall'Ambasciatore d'Italia Manfredo Incisa di Camerana e dalla Comunità di Sant'Egidio, rappresentata da Andrea Riccardi, Matteo Zuppi e dal vescovo Jaime Pedro Gonçalves. Così Andrea Riccardi introduceva i lavori per la pace:
(Andrea Riccardi - Roma, luglio 1990)
Il governo italiano era rappresentato da Mario Raffaelli. La delegazione del Frelimo era presente con Armando Guebuza (poi divenuto presidente del Mozambico), la delegazione della Renamo con Raul Domingos. Gli accordi sono stati firmati dal presidente di allora del Mozambico, capo del Frelimo Joaquim Chissano e dal capo della Renamo, Afonso Dhlakama.
Gli accordi divennero operativi il 15 ottobre 1992. Le Nazioni Unite inviarono un contingente di pace (ONUMOZ) con lo scopo di sorvegliare la fase di transizione alla democrazia. Il passaggio fu completato in pochi anni, e nel 1995 l'ONUMOZ lasciò il paese.